# Томас, Фанни
Фрэнсис (Фанни) Леора Томас (англ. Francis (Fanny) Leora Thomas; 14 апреля 1867 года — 22 января 1981 года, Лос-Анджелес, Калифорния, США) — американская супердолгожительница. С 25 апреля 1978 года, с момента смерти француженки Мари-Виржини Дюэм, до момента своей смерти 22 января 1981 года являлась старейшим живущим полностью верифицированым человеком в мире.

## Биография
Фанни родилась в 14 апреля 1867 года вДенвере, округ Ханкок, штат Иллинойс. Когда ей было за 30, она была владельцем магазина шляп. Помимо этого она занималась недвижимостью и управляла фруктовой фермой в штате Айдахо.
25 апреля 1978 года, после смерти Мари-Виржини Дюэм, Фанни стала старейшим живущим полностью верифицырованим человеком в мире. Секретом долголетия Томас называла то, что она часто ест яблочное пюре и не была замужем. В свой 113-й день рождения она заявила, что не понимает, почему столько шума вокруг звания старейшего живущего человека.
Фанни Томас скончалась 22 января 1981 года от пневмонии. На момент смерти она являлась старейшим полностью верифицированым человеком в истории, ибо пережила предыдущую рекордсменку и свою соотечественницу Делину Филкинс на 69 дней.